# Markusdom

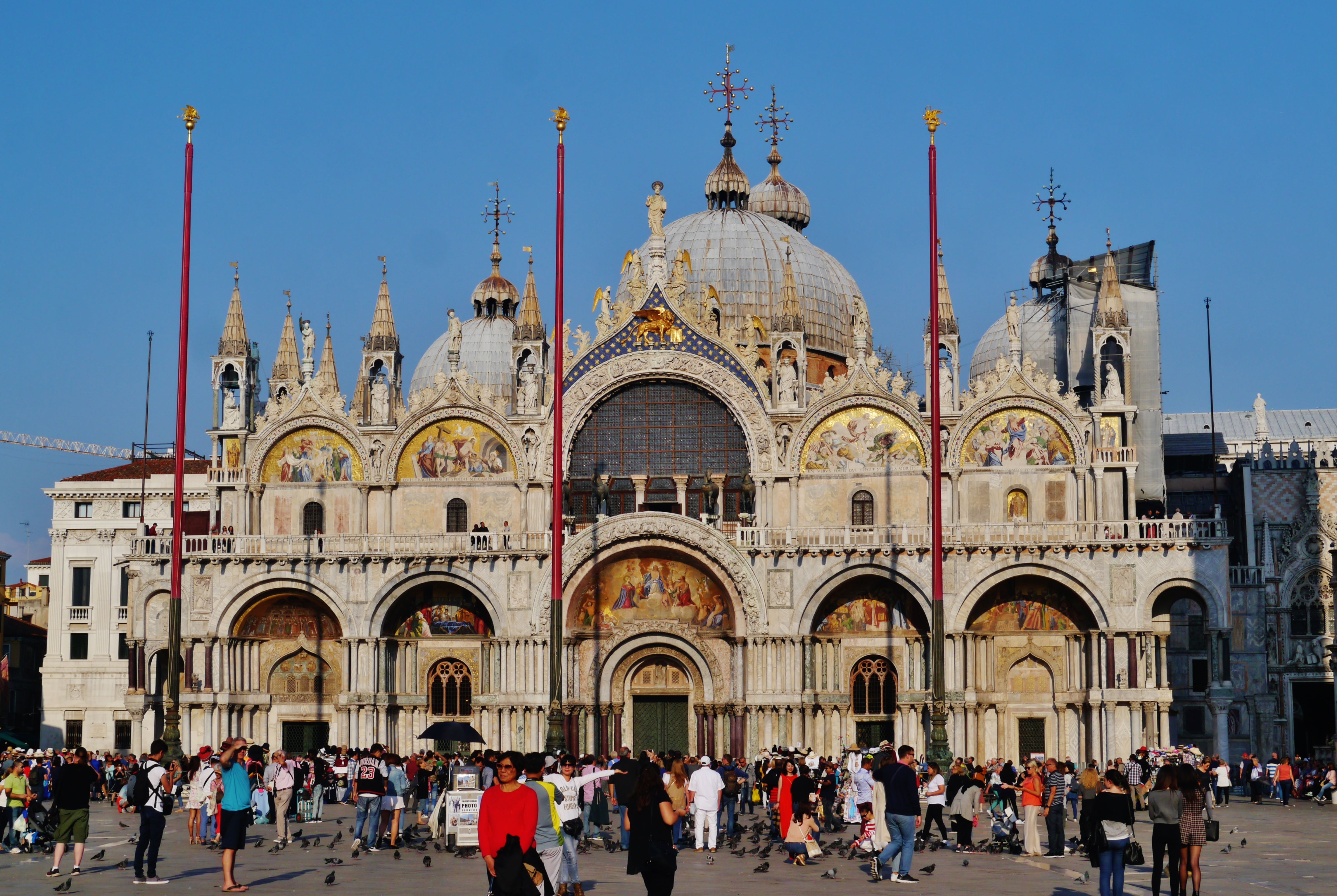
Markusdom

Der Markusdom (offiziell Basilika St. Markus, italienisch Basilica di San Marco) ist eine römisch-katholische Kirche am Markusplatz in der italienischen Stadt Venedig. Der im Jahr 829 begonnene und 1094 vollendete byzantinische Sakralbau ist dem Evangelisten Markus geweiht und beherbergt auch dessen Gebeine. Der Dom war das zentrale Staatsheiligtum der Republik Venedig bis zu ihrem Ende 1797 und ist seit 1807 die Kathedrale des Patriarchen von Venedig. Er bildet mit dem freistehenden Markusturm und dem angrenzenden Dogenpalast ein architektonisches Ensemble.

## Geschichte

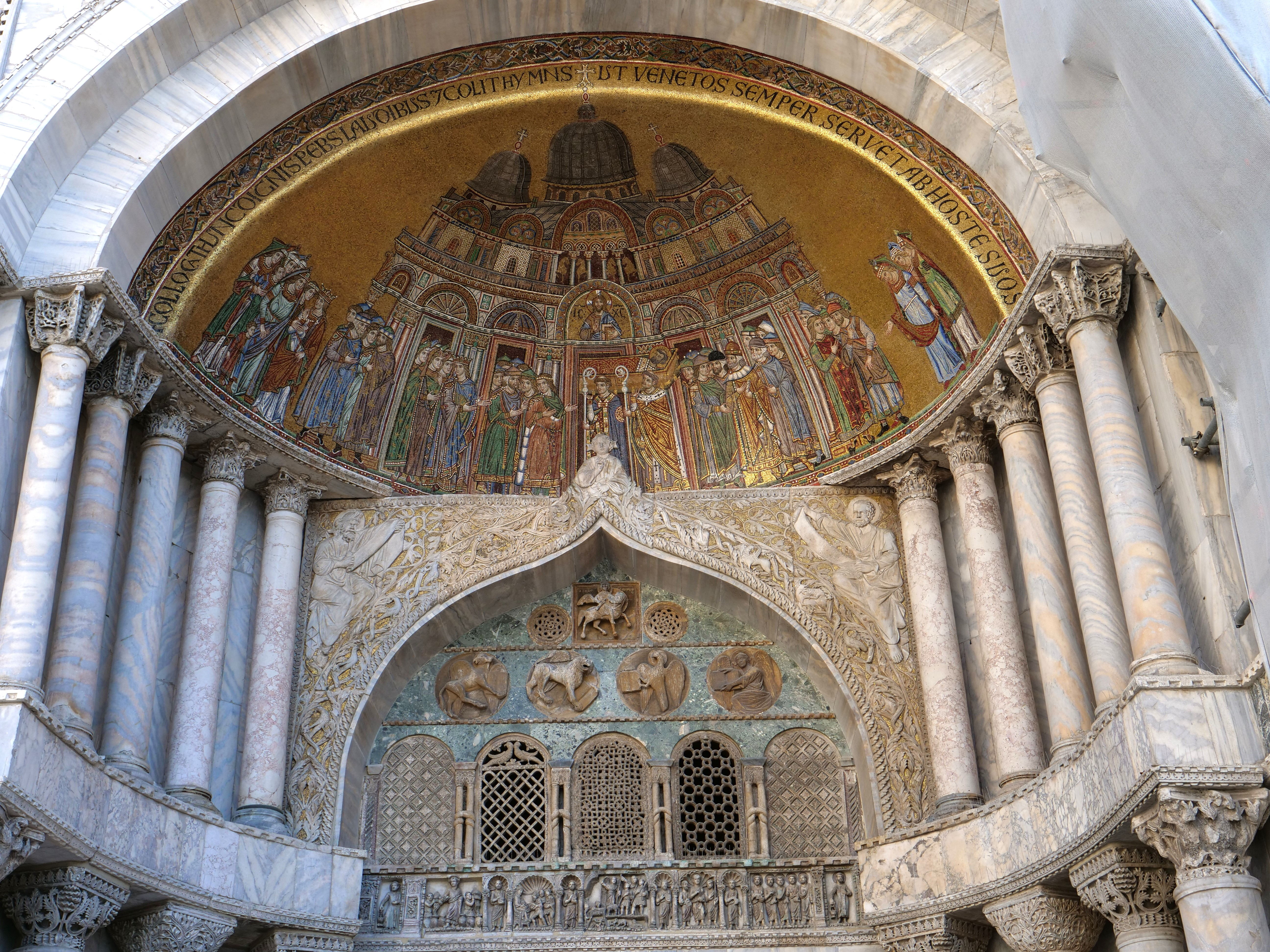
Das Mosaik der Porta Sant’Alipio ist das einzige erhaltene Mosaik des Mittelalters an der Westfassade. Das Portalgewölbe zeigt die Überführung der Gebeine des hl. Markus in den Dom in Anwesenheit des Bischofs und des Dogen. Die Fassade der Markuskirche im Hintergrund ist mit den wichtigsten Charakteristika ihrer Gestalt in der 2. Hälfte des 13. Jahrhunderts wiedergegeben.

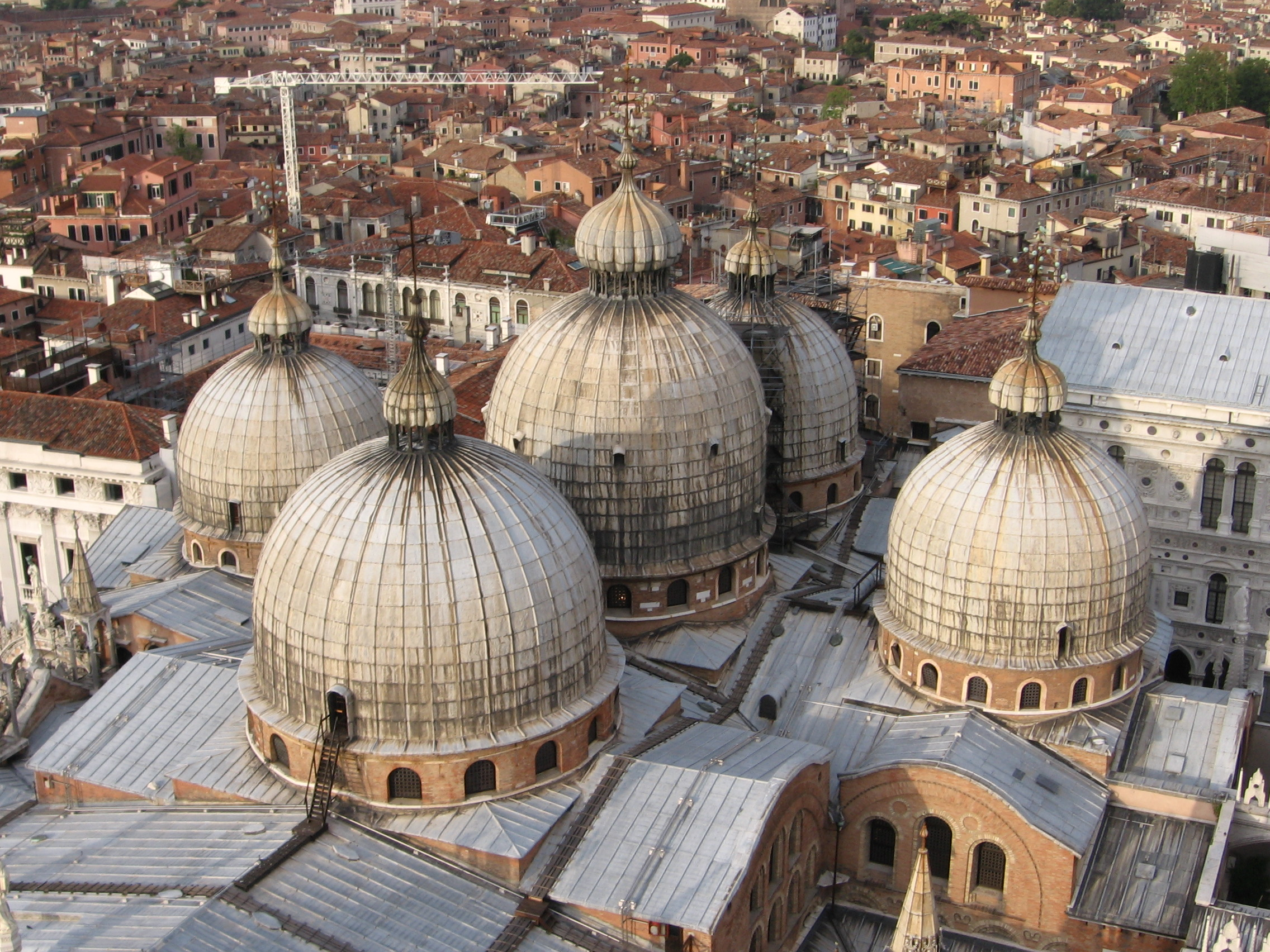
Die fünf Kuppeln des Markusdoms: Hauptkuppel über der Vierung und vier Kuppeln über den Kreuzarmen

Die erste dem heiligen Markus geweihte Kirche wurde 828 gestiftet und in den Jahren 829 bis 832 als Palastkapelle des Dogenpalastes unter dem Dogen Giovanni I. Particiaco erbaut, um die 828 aus Alexandria geraubten Gebeine des Evangelisten Markus aufzunehmen, der den heiligen Theodor als Stadtheiligen Venedigs ablöste. Dabei war der Wechsel des Stadtpatrons auch ein Zeichen der Unabhängigkeit von Byzanz.
976 wurden die Kirche und 200 Häuser durch ein von Aufständischen im Dogenpalast gelegtes Feuer zerstört. Im selben Jahr begann unter dem Dogen Pietro I. Orseolo der Wiederaufbau der zweiten Kirche. Der heutige Markusdom wurde 1063–1094 als Stiftung des Dogen Domenico Contarini errichtet. Der Legende nach wurden die Gebeine des hl. Markus durch ein Wunder am 25. Juni 1094 wiedergefunden. Dieser Tag wurde zum Feiertag Inventio Sancti Marci.

Im 13. Jahrhundert wurden die Kuppeln der Markuskirche erhöht, die nördliche – vom Dogenpalast abgewandte – Vorhalle hinzugefügt und die dem Markusplatz zugewandte Westfront als Säulenfassade umgestaltet. Seither sind die Kuppeln vom Markusplatz aus zu sehen. Die nördliche Vorhalle entstand zwischen 1231 und 1253 nach byzantinischem Vorbild. In der zweiten Hälfte des 14. Jahrhunderts erfolgte eine dritte Bauphase, die das Gebäude im Sinne der venezianischen Gotik veränderte. Diese Bau- und Ausschmückungsphase erstreckte sich bis ins 17. Jahrhundert, als Fertigstellungsdatum gilt vielfach das Jahr 1617. 

2-Euro-Gedenkmünze, Italien 2017

 Daher erschien zum 400. Jahrestag eine 2-Euro-Gedenkmünze.
Bis zum Ende der Republik Venedig war es durch die Jahrhunderte hindurch ihr erklärtes Ziel, den Bischofssitz des Patriarchen von Venedig weit entfernt vom Zentrum der Macht in San Pietro di Castello zu halten. Die Quadriga über dem Hauptportal, die aus Konstantinopel stammt, wurde 1982 durch Kopien ersetzt, das Gesamtgebäude bis 1994 restauriert. Die offizielle Bezeichnung der Kirche lautet kurz Basilika St. Markus italienisch Basilica di San Marco bzw. lang italienisch Basilica Cattedrale Metropolitana Patriarcale di San Marco Evangelista. Im deutschsprachigen Raum wird sie jedoch wegen ihrer Größe und Bedeutung allgemein Markusdom genannt.

## Architektur

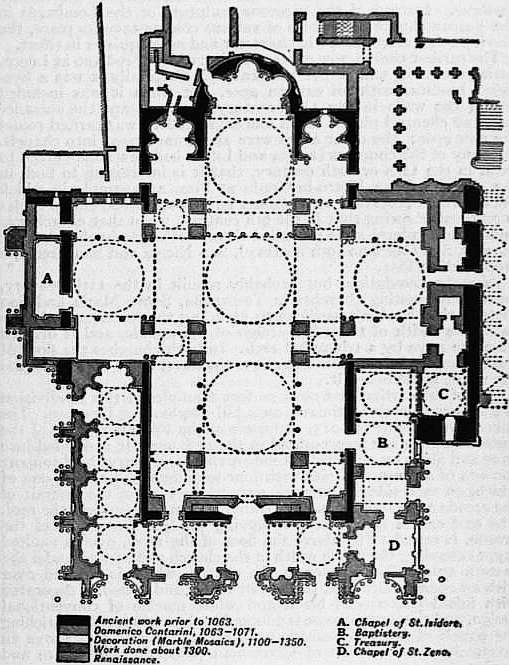
Grundriss des Markusdoms

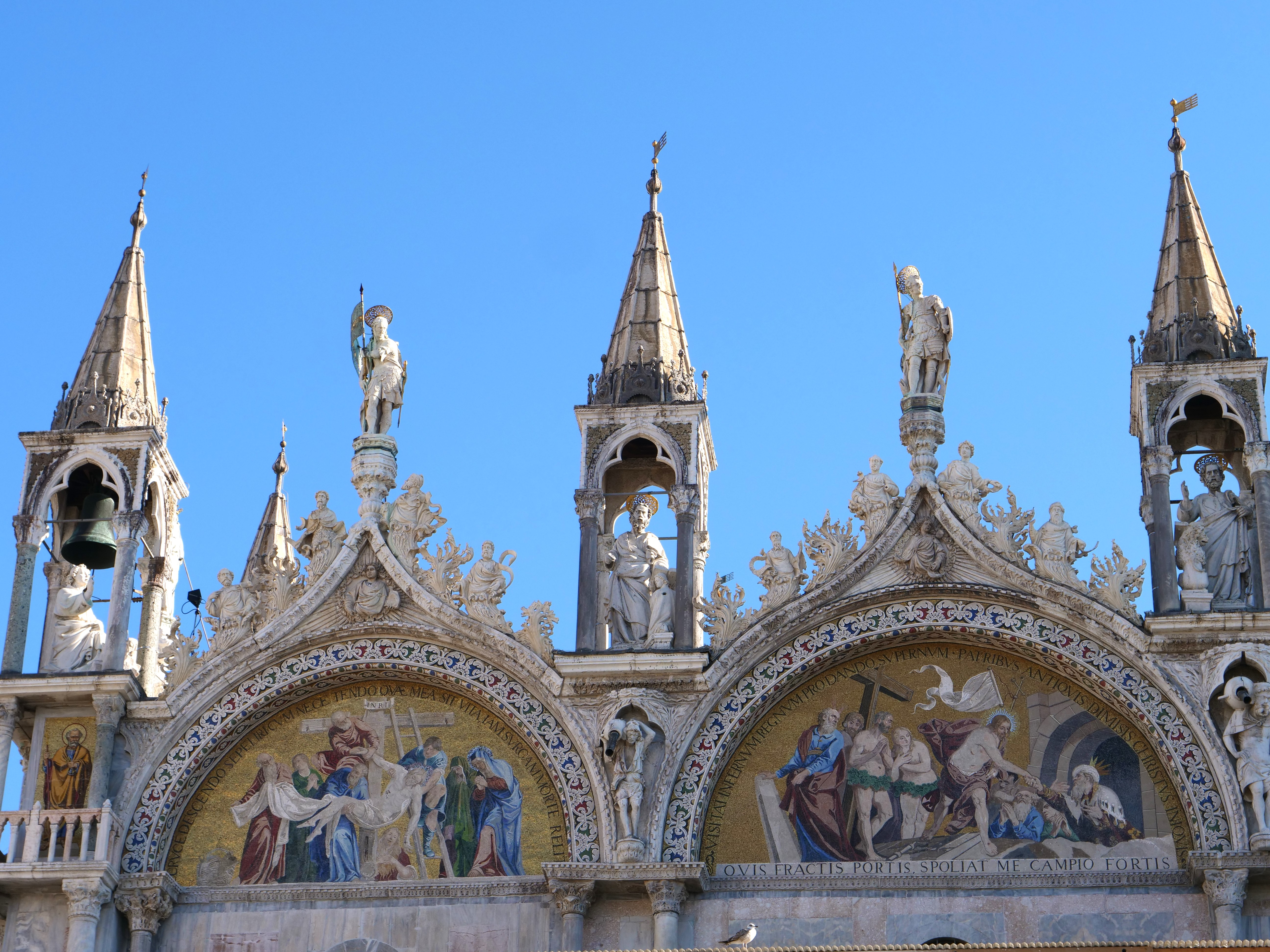
Obere Fassade mit Konstantin und Demetrius auf den Bogenspitzen

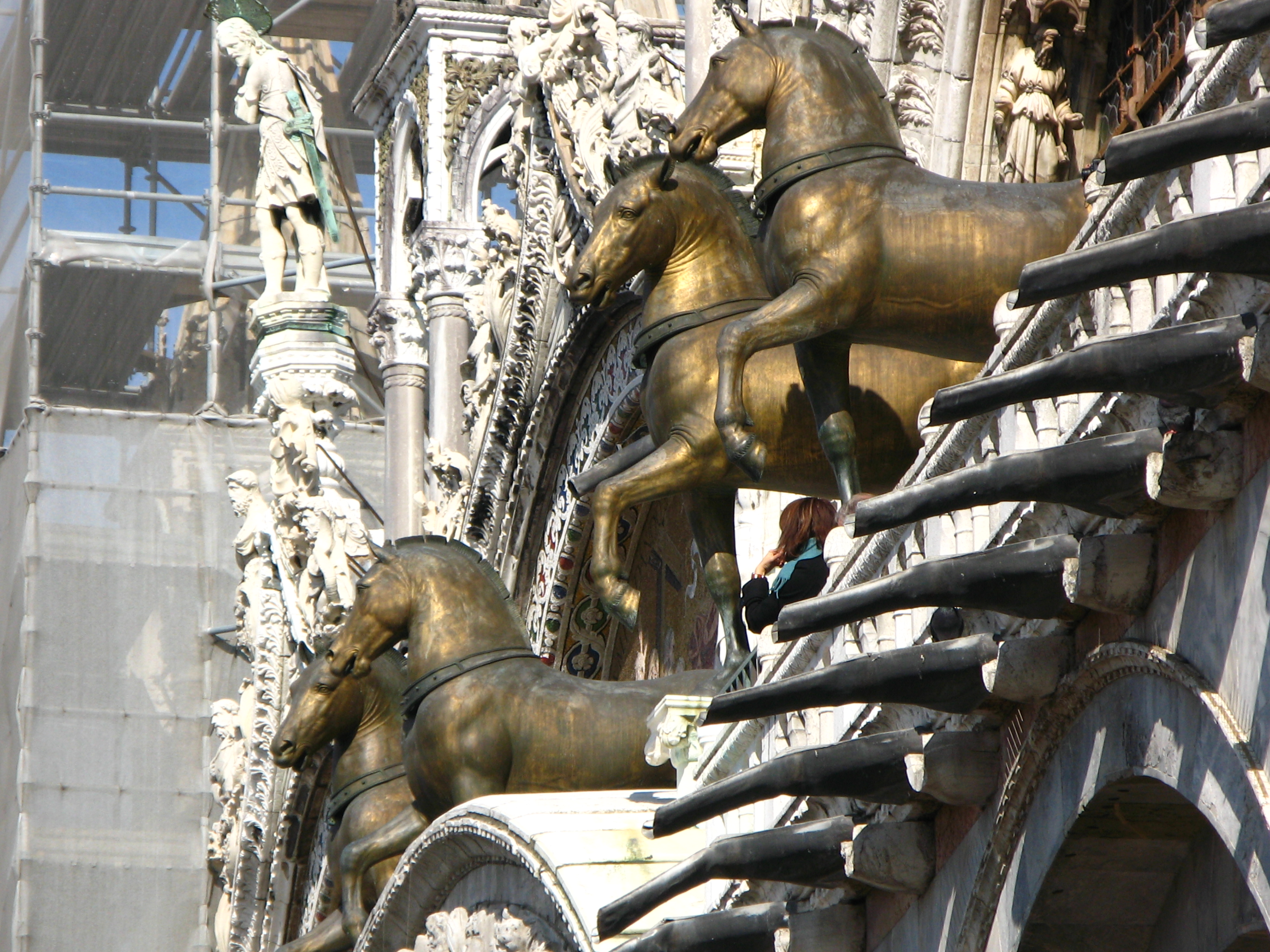
Die Pferde von San Marco (Kopie)

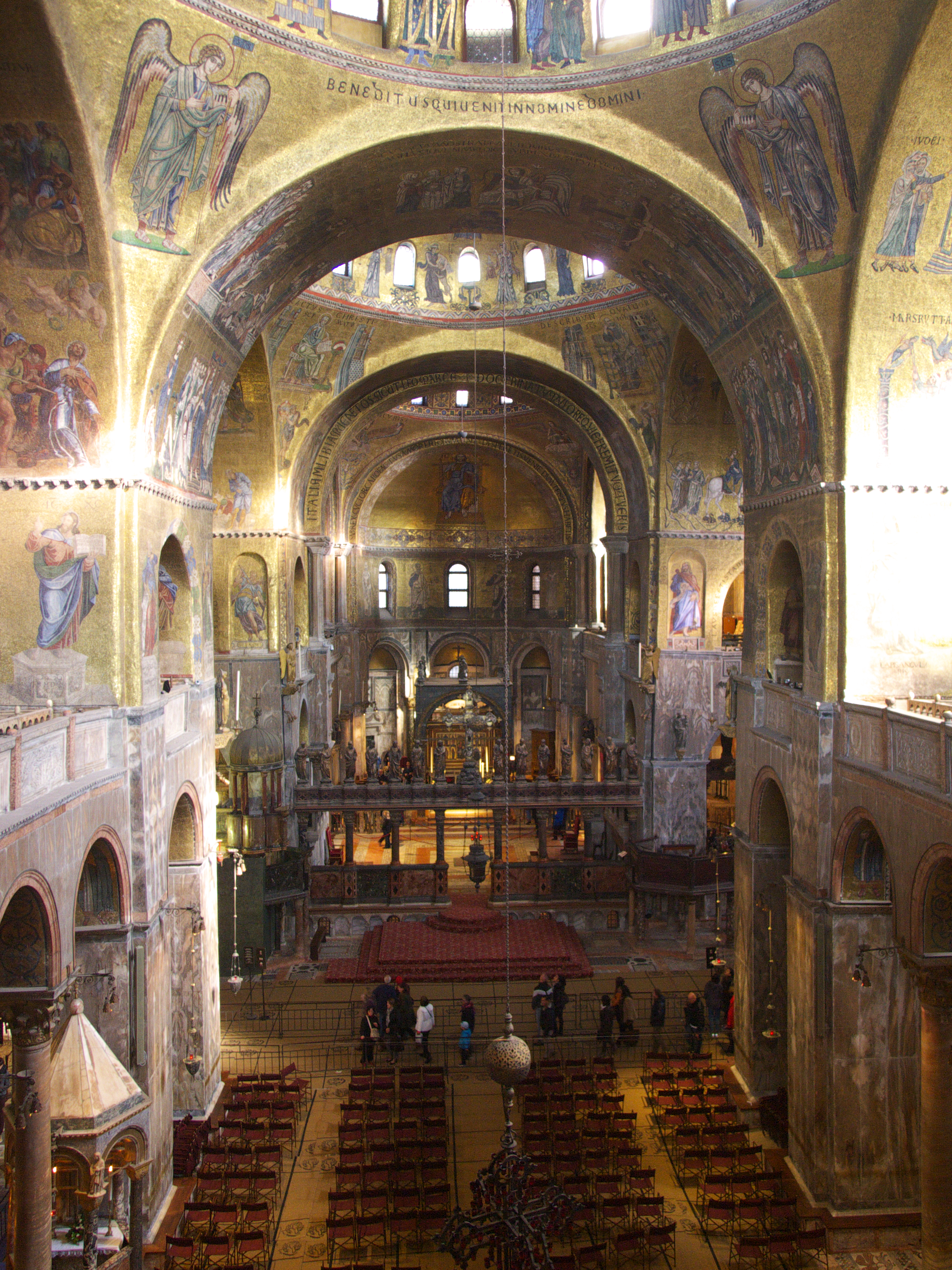
Innenraum von der Empore über dem Haupteingang

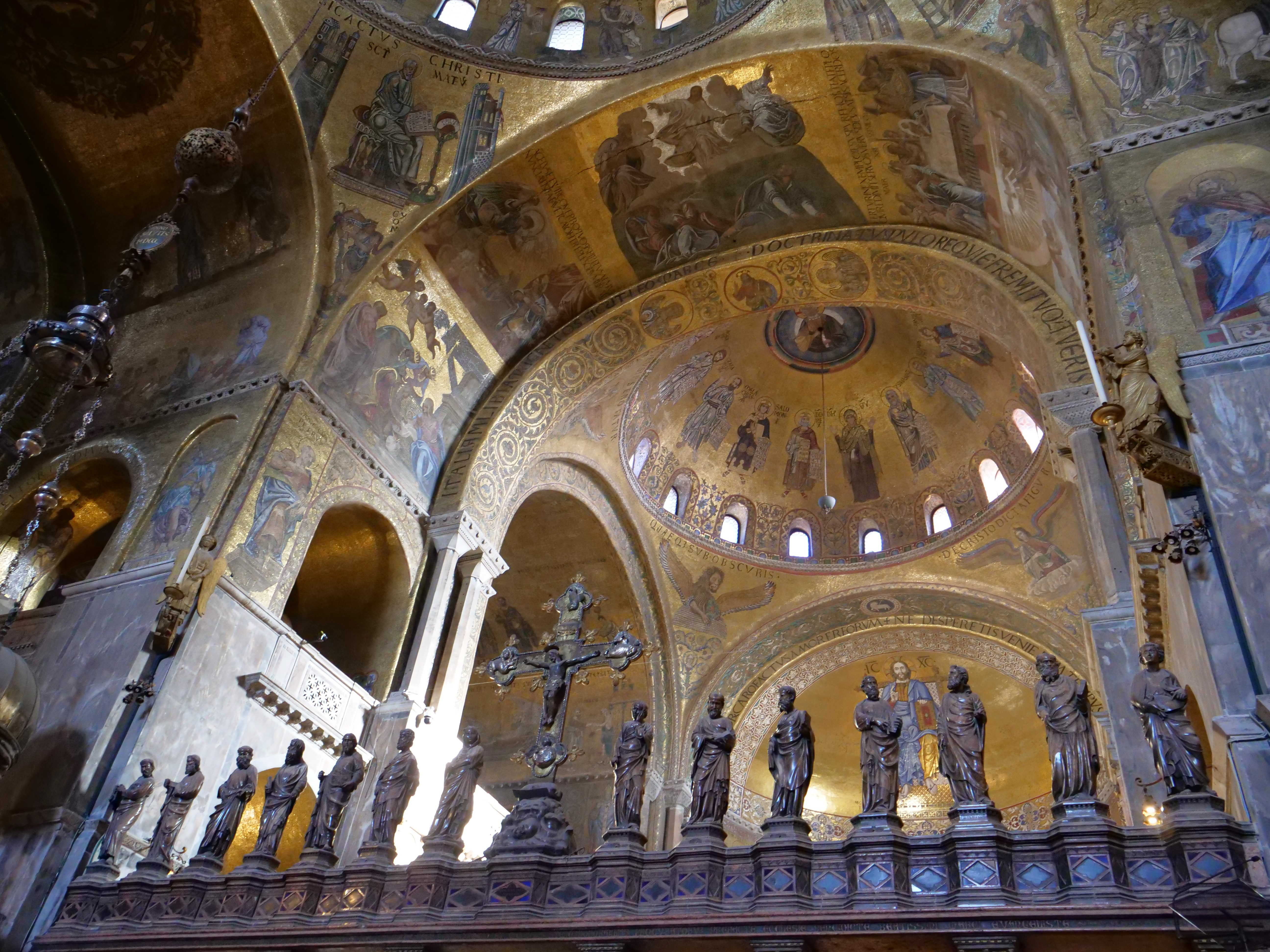
Chorschranke und Deckenmosaiken

San Marcos Baugestalt folgt Vorbildern aus der byzantinischen Architektur: Ein ungleichmäßiges griechisches Kreuz bildet den Grundriss (76,5 m Länge und 62,6 m Breite). Der westliche Arm ist breiter und länger. Neben der Vierung sind auch die Kreuzarme durch Kuppeln (45 m Höhe) überwölbt. Dabei sind die Vierungskuppel und die westliche Kuppel größer als die restlichen drei Kuppeln. Die enge Verbindung Venedigs mit Byzanz bewirkte, dass die zu den Bauarbeiten herangezogenen Künstler vor allem nach byzantinischen Vorbildern arbeiteten. Vorbild könnte die heute nicht mehr vorhandene justinianische Apostelkirche in Konstantinopel (536–546) gewesen sein. San Marco folgt also bewusst keinen neueren Bauten der eigenen Zeit, sondern der würdevolleren, ursprünglichen Form. San Marco hat den Baugedanken des großen überkuppelten Zentralbaues nach Italien gebracht und wurde damit seinerseits vorbildlich für die wesentlich späteren Großkuppelbauten von Bramante und Michelangelo. Die Anbauten des 13. Jahrhunderts erfolgten noch im byzantinischen, die des 14. Jahrhunderts im gotischen Stil.
Um vom Markusplatz aus in die Basilika zu gelangen, muss man einige Stufen hinabsteigen. Dieses Absinken des Bodens, das zurzeit 23 cm beträgt, betrifft nicht nur die Markuskirche, sondern alle alten Stadtteile Venedigs.

### Fassade
Die in zwei Stockwerke geteilte Hauptfassade repräsentiert den Anspruch von San Marco als Staatskirche Venedigs und ist zugleich Zeichen des Triumphes über Konstantinopel beim Kreuzzug von 1204. Die Fassade wird gegliedert durch fünf Portale mit mosaikverzierten Bögen und entsprechenden Bögen im Abschlussgeschoss, von denen die vier seitlichen ebenfalls Mosaikschmuck aufweisen.
Die Supraportenmosaiken über den vier seitlichen Portalen erzählen von der Seite der Mole im Süden nach Norden die Legende der Rettung und Überführung der Gebeine des hl. Markus nach San Marco (siehe Bild), wobei „Rettung und Überführung“ eher ein Euphemismus sind, also eine beschönigende Bezeichnung für Diebstahl. Das nördliche Portal ist das älteste und einzige aus dem 13. Jh. erhaltene Portal, die Porta Sant’Alipio, auf dem die Ansicht des Markusdoms im 13. Jahrhundert überliefert wird. Über dem mittleren Portal der fünf eindrucksvollen Portale ist das Jüngste Gericht nach der Vorlage Lattanzio Querenas (1836) dargestellt. Die Archivolten dieses mittleren Portals wurden im 13. Jahrhundert skulptiert und zeigen die venezianischen Zünfte, die zwölf Monatszeichen und Allegorien der Tugenden. Die vier seitlichen oberen Bögen sind bekrönt mit Blattschmuck und jeweils Reliefbüsten der Propheten im Bogenzwickel. Auf den Bogenspitzen stehen Stadtheilige Venedigs: Konstantin, Demetrius, Markus (1420), Georg und Theodor.
Im Giebelfeld des mittleren, größeren Bogens unterhalb der Statue des heiligen Markus befindet sich ein goldenes Relief des schreitenden Markuslöwen, beides republikanische Symbole.
Der Eindruck der Fassade ist weiter bestimmt durch die überreiche Dekoration durch Marmorverkleidung, die unzähligen antiken Säulen aus Marmor, Porphyr, Jaspis, Serpentin und Alabaster und viele Skulpturen unterschiedlichster Epochen. Die 2600 oft antiken Säulen wurden zu großen Teilen bei Eroberungen (z. B. die von Byzanz während des Kreuzzuges 1204) zusammengetragen und in San Marco als Spolien weiterverwendet. Meist erfüllen sie keine tragende Funktion, sondern dienen zur Dekoration und als Symbolträger für die Macht Venedigs; so die Pilastri Acritani (Pfeiler aus Akko) vor dem Südportal, die aus der Polyeuktoskirche in Konstantinopel stammen.
Nach byzantinischem Vorbild erhielt die Markuskirche 1231–1253 die nördliche Vorhalle (62 m lang, 6 m breit, 7,35 m hoch), die von acht kleineren Kuppeln überwölbt wird.
Angesichts der Schäden, die Scharen von Tauben durch Knabbern an der kalkhaltigen Bausubstanz für ihre Ernährung und durch Ausscheidungen verursachten, erließ die Stadt Anfang Mai 2008 ein Verbot, diese zu füttern. Es verringerte die Taubenpopulation am Markusplatz drastisch.

### Pferde von San Marco

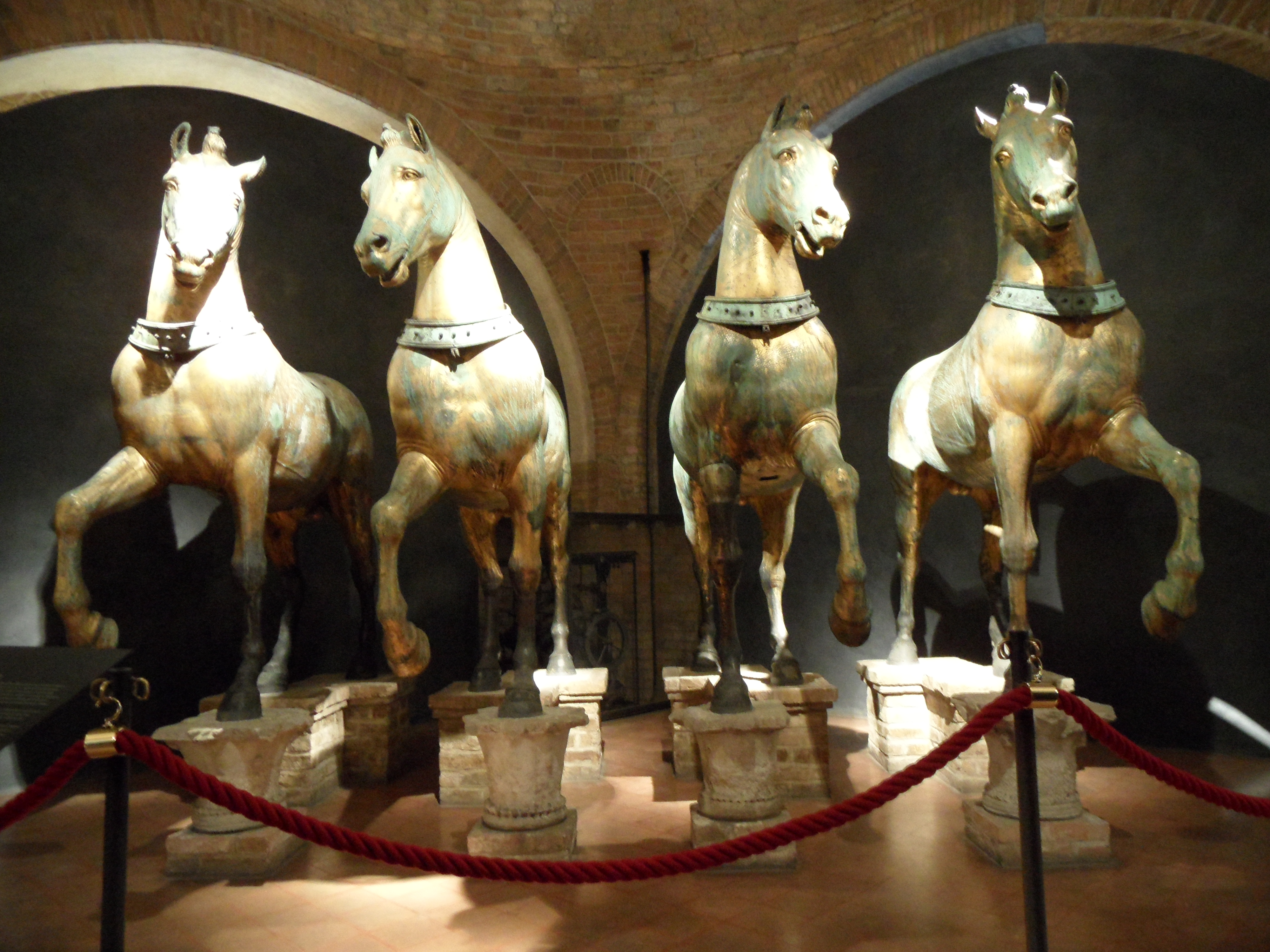
Die vier Original-Pferde auf der inneren Empore des Markusdoms

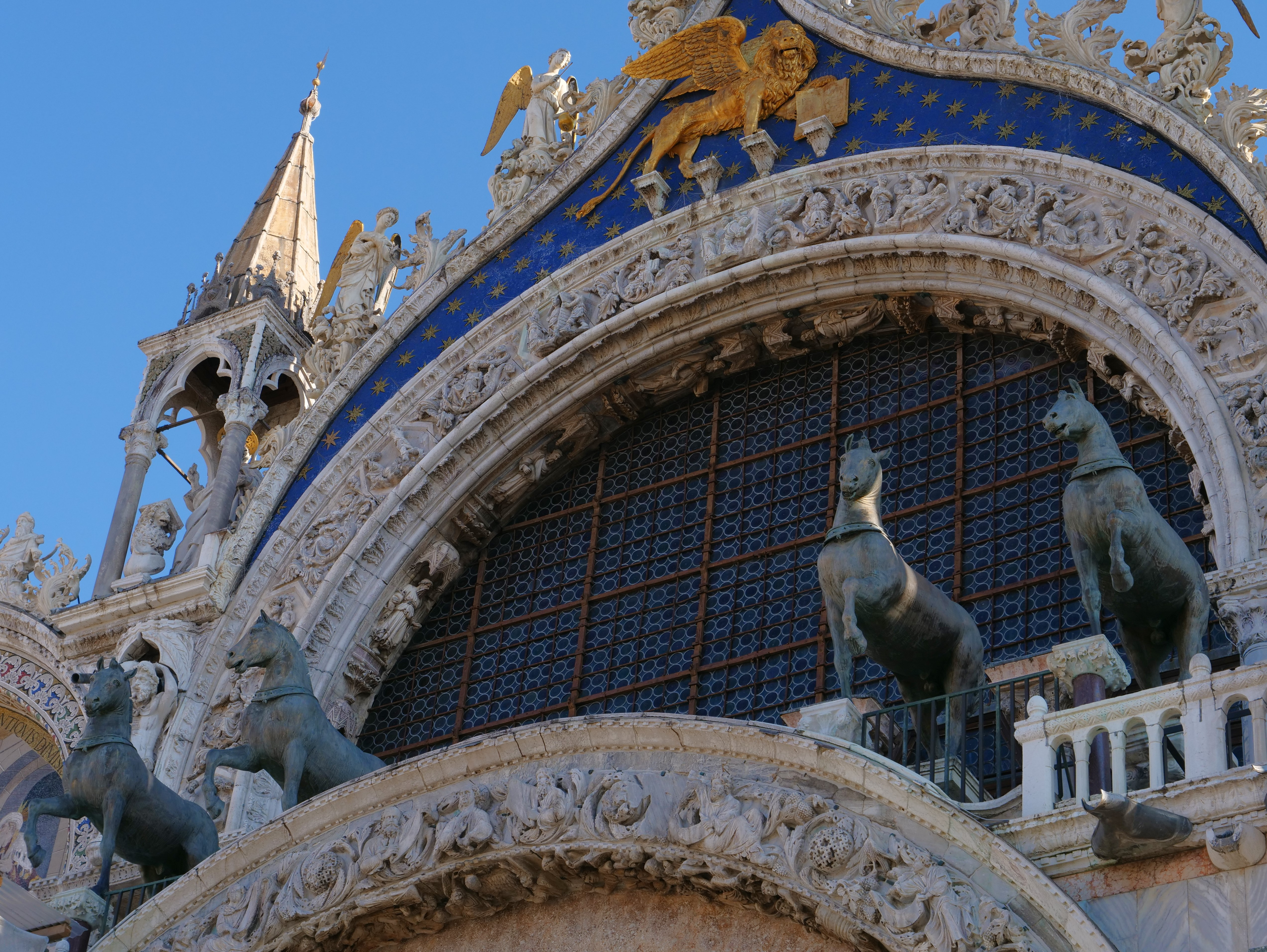
Pferdekopien und Markuslöwe über dem Domportal

Die Balustrade über dem Portal wird durch eine Kopie des berühmten antiken Viergespanns aus vergoldeter Bronze dominiert, das – wie auch viele der Säulen und einige Skulpturen – bei der Eroberung von Konstantinopel (1204) geraubt wurde.
Die vier Pferde von San Marco, ehemals Teil einer Quadriga, sind das einzige erhaltene antike Vierergespann. Nach Restaurierung und Untersuchung in den 1960er Jahren wurden sie im Museo Marciano im Inneren des Doms (in einem Seitenraum der Empore) ausgestellt und an der Fassade von San Marco durch Kopien ersetzt. Der Ursprung der Kolossalfiguren ist unter Experten umstritten, ihr Entstehungsort ist zwischen Rom, Griechenland und Alexandrien nicht geklärt. Sicher ist jedoch, dass sie deutlich älter sind als ihr Transfer nach Konstantinopel im frühen 4. Jahrhundert. Manche Wissenschaftler schreiben sie den nicht erhaltenen Triumphbögen der Kaiser Nero oder Trajan in Rom, andere dem Mausoleum Kaiser Hadrians zu (also dem 1./2. Jahrhundert n. Chr.); stilistisch werden aber auch Ähnlichkeiten mit der Reiterstatue Mark Aurels (um 165 n. Chr.) gesehen. Eine Einzelmeinung weist sie sogar dem griechischen Bildhauer Lysipp (aus dem 4. Jahrhundert v. Chr.) zu, der im Auftrag von Rhodos ein Gespann für Delphi schuf.
Kaiser Konstantin der Große nahm die Quadriga mit nach Konstantinopel, wo sie im Hippodrom aufgestellt und 1204 im Vierten Kreuzzug bei der Eroberung Konstantinopels als Kriegsbeute nach Venedig mitgenommen wurde. Dafür nahm man ihnen möglicherweise die Köpfe ab und setzte sie später falsch wieder auf.
Bei der Restaurierung der Pferde fiel auf, dass der Goldbezug der 1,60 Meter großen und je 875 kg schweren Plastiken schon vor Jahrhunderten eingeritzt worden war, damit die Pferde in der Sonne nicht zu sehr blenden und einen lebensechteren Eindruck machen. Außerdem wurde festgestellt, dass die Quadriga nicht aus üblicher Bronze gefertigt war, wie man jahrhundertelang glaubte, sondern fast ausschließlich aus Kupfer, das zwar viel schwieriger zu schmelzen ist als Bronze, jedoch leichter vergoldet werden kann. Jede Figur wurde in nur zwei Teilen gegossen, deren Nahtlinie das Halsband verdeckt.
In Venedig standen die Pferde zunächst einige Jahrzehnte lang vor dem Arsenal und wären fast eingeschmolzen worden, bevor man sich rechtzeitig ihrer Bedeutung bewusst wurde und sie an der Fassade des Markusdomes unterbrachte. Im Jahr 1798 ließ Napoleon nach seinem siegreichen Italienfeldzug und der Beseitigung der Republik neben zahlreichen Kunstwerken aus Galerien und Sammlungen auch die beiden Wahrzeichen der Serenissima di San Marco, den Markuslöwen und die vier goldenen Pferde nach Paris bringen. Dort zierten die Pferde fortan den Arc de Triomphe du Carrousel. Infolge des Wiener Kongresses konnte das Raubgut 1815 im Beisein Kaiser Franz I. und des Staatskanzlers Fürst Metternich an seine historischen Plätze im nunmehr österreichischen Venedig zurückkehren. In Paris kamen an ihre Stelle Kopien von François Joseph Bosio.

## Innenraum und Mosaiken
Der Kirchenraum wird von vier mächtigen Pfeilern und sechs Säulen in drei Schiffe geteilt. Auf den Pfeilern ruhen die fünf Kuppeln. Auch die Querhausarme sind dreischiffig angelegt.

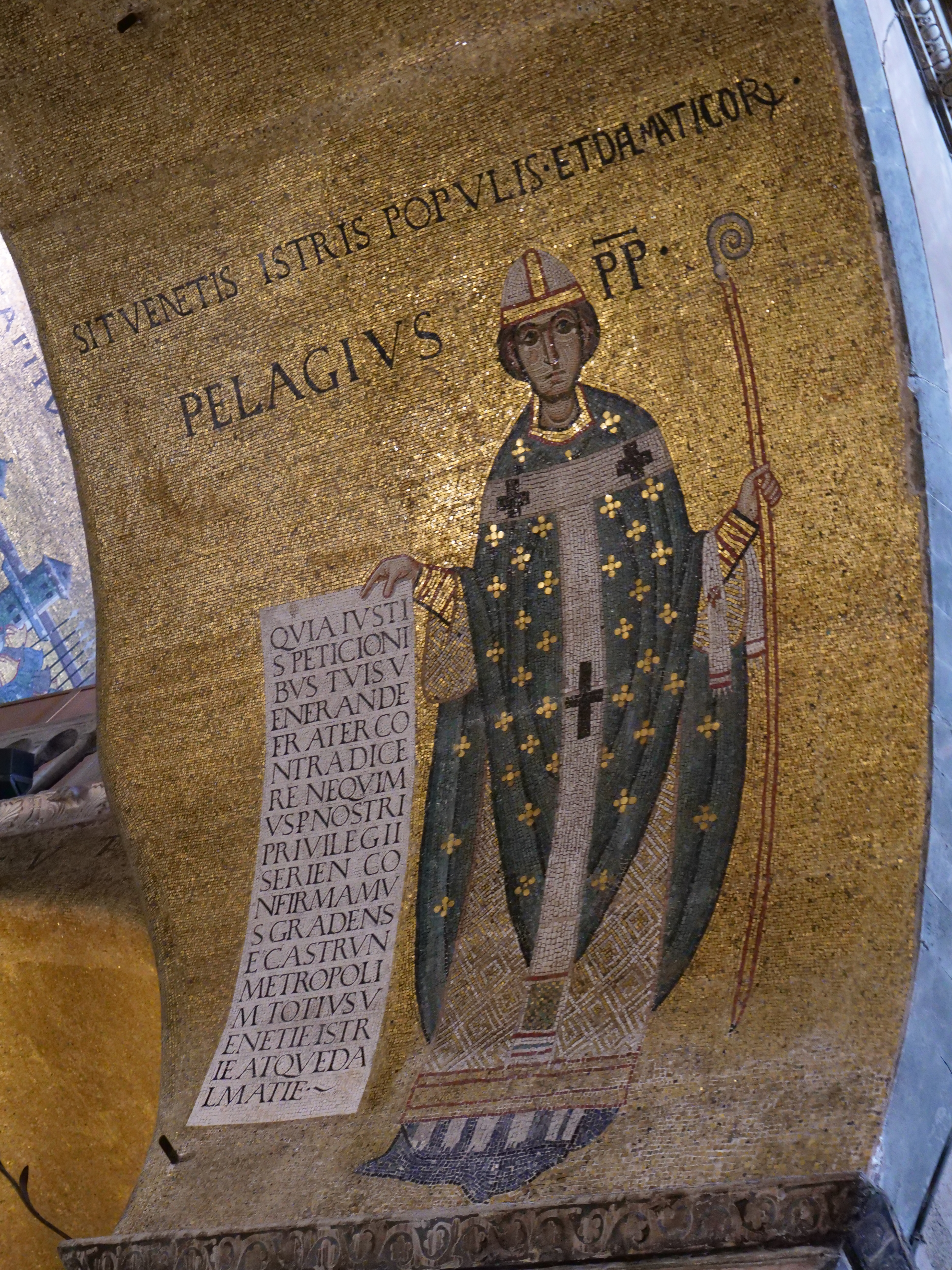
Pelagius-Mosaik

Die Raumwirkung ist beeindruckend: Während der Boden übersät ist von ornamentalen Mosaiken aus Marmor und die Wand in den unteren Bereichen verkleidet mit Platten aus Marmor aller Art, sind die oberen Wandzonen sowie die gesamte Decke mit Mosaiken mit Goldgrund bedeckt.

Mosaiken im Narthex
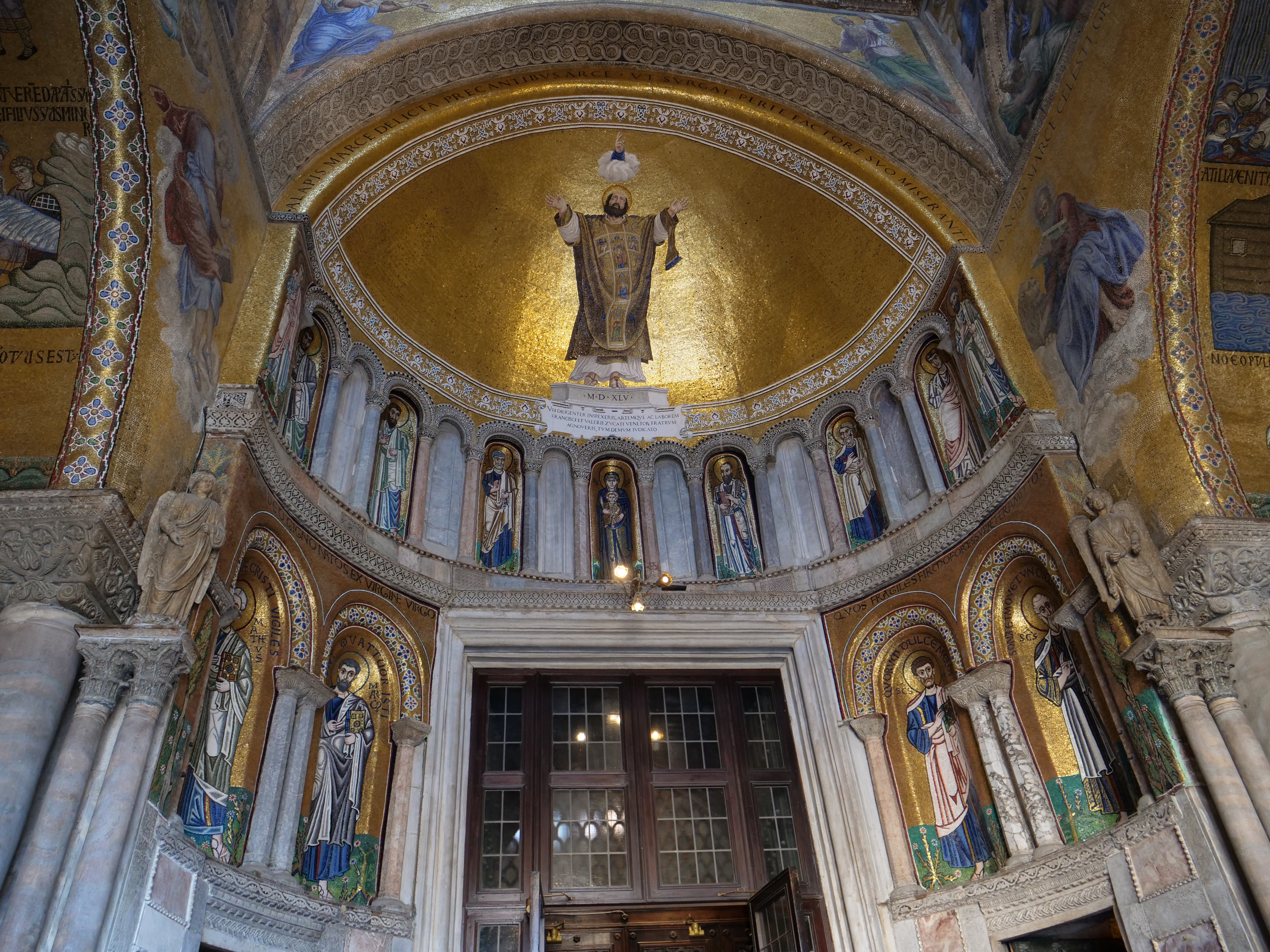
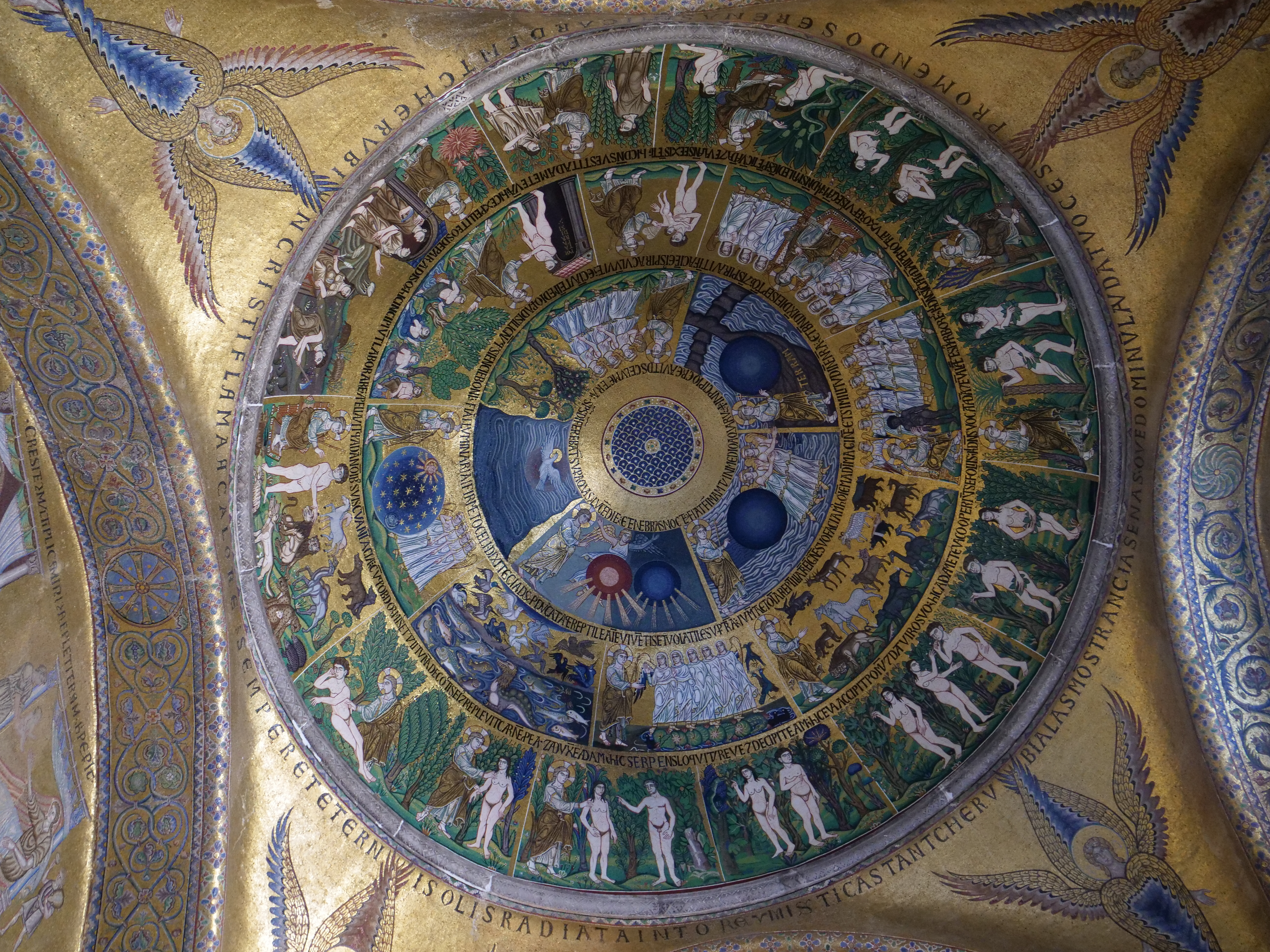
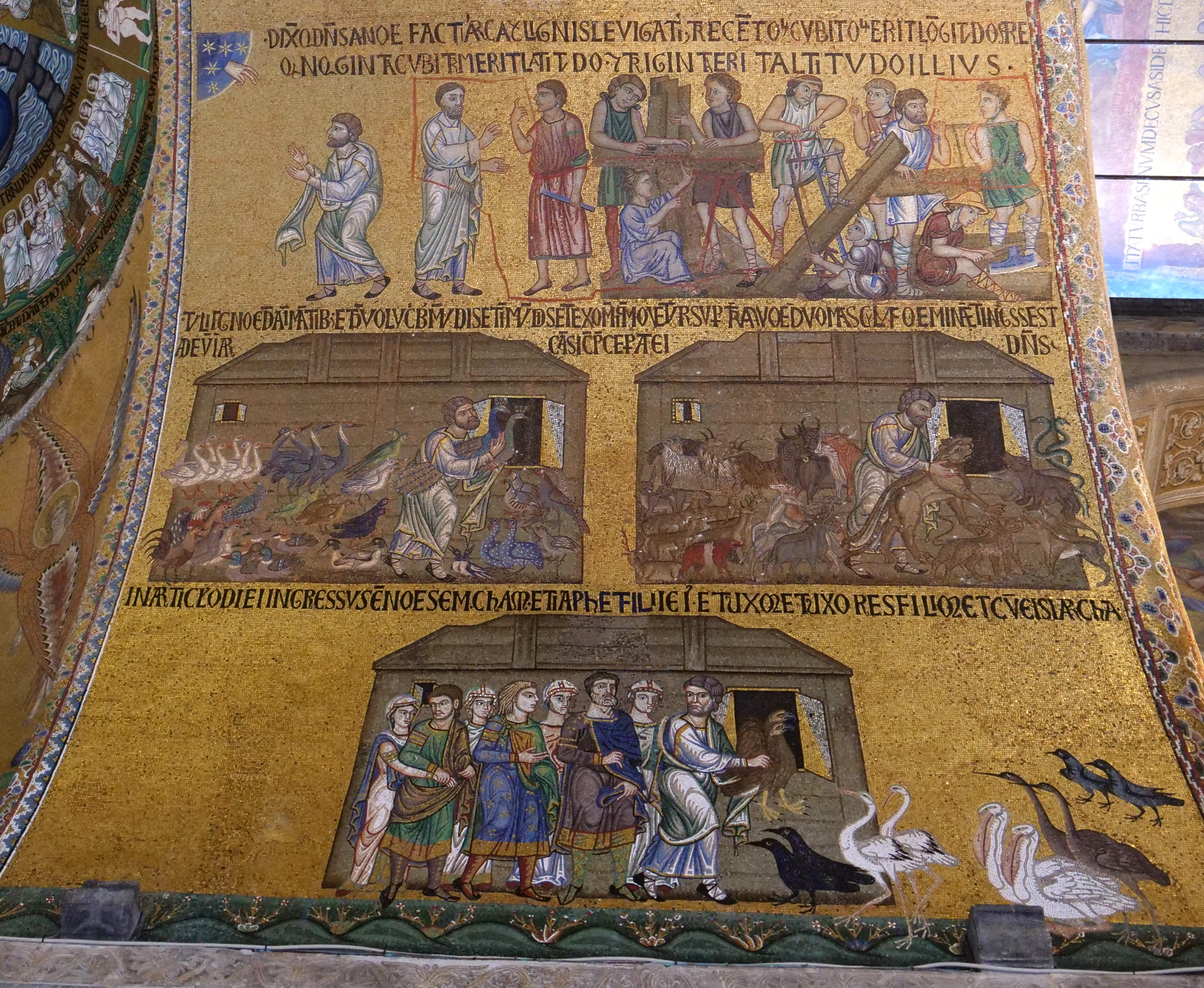

### Allgemeines
Der gesamte Innenraum von San Marco bildet einen Höhepunkt der Mosaikkunst des Abendlandes. Die Mosaiken auf Goldgrund trugen dem Dom den Namen „Goldene Basilika“ ein. Begonnen wurden die Arbeiten unter dem Dogen Domenico Silvo (1071–1084). Der größte Teil der Mosaiken aber entstand im 13. Jahrhundert. Einige wurden – besonders an der Fassade – im 16. bis 18. Jahrhundert nach Entwürfen aus den Schulen Tizians und Tintorettos und anderen ersetzt, wobei das alte Bildprogramm wohl erhalten blieb. Die Mosaiken bedecken eine mehr als 8000 m² große Fläche und bilden damit eine der größten zusammenhängenden Mosaikflächen der Welt. (Die russisch-orthodoxe „Kirche auf dem Blut“ in Sankt Petersburg hat eine Gesamtfläche von 7.000 m² Mosaik). Die Mosaizisten haben insgesamt eine Fläche von 4.240 m² bedeckt.

### Technik
Die eigentliche Bausubstanz von San Marco ist Ziegelstein. Darauf wurden eine oder zwei Schlämmschichten aus Zement aufgebracht. Auf den noch nassen Putz wurde eine farbige Skizze der geplanten Szene angebracht, dann wurden die einzelnen Mosaiksteine (tessarae) hineingelegt, wobei die Steinchen zu zwei Dritteln ihrer Höhe in den Mörtel gedrückt wurden. Man verwendete zur Herstellung der tessarae Platten aus gefärbtem Glasfluss anstatt bunter Steinchen wie in der Antike. Auch wurden Gold- und Silberfolien in farbloses Glas eingeschmolzen. Häufig gab man ihnen unterschiedliche Neigungswinkel, um so das Spiel der Lichtreflexe lebendiger werden zu lassen.

### Bildprogramm der Mosaiken
Das Bildprogramm der Mosaiken von San Marco stellt einen Lauf durch die gesamte Heilsgeschichte des Christentums dar, durchdrungen von der politischen Selbstinszenierung der Serenissima. Als Vorlage dienten zum Teil verkleinerte Abbildungen, in der Vorhalle z. B. Miniaturen aus alten Handschriften. Trotz vieler Erneuerungen in allen Jahrhunderten dürfte sich das ursprüngliche Bildprogramm im Wesentlichen erhalten haben.

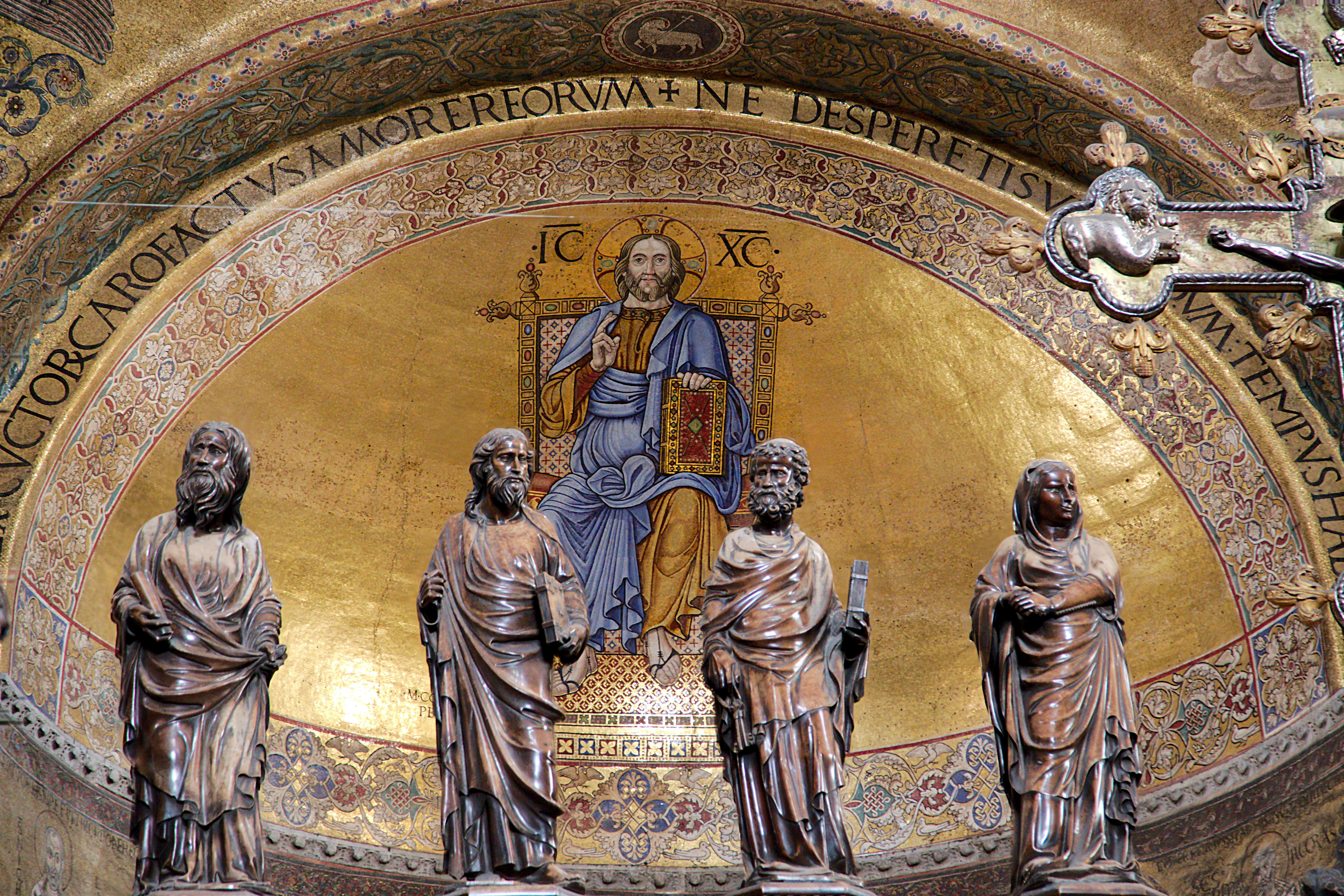
Mosaik in der Hauptapsis mit den Schutzheiligen

Das Apsismosaik zeigt den (erneuerten) Christus Pantokrator und unter ihm diejenigen heiligen Schutzpatrone der Stadt, die noch zum ersten Mosaikenzyklus aus der Zeit Domenico Silvos gehören, und von denen die Markuskirche laut Inschrift Reliquien besitzt: Nicolaus, Petrus, Markus, Hermagor.

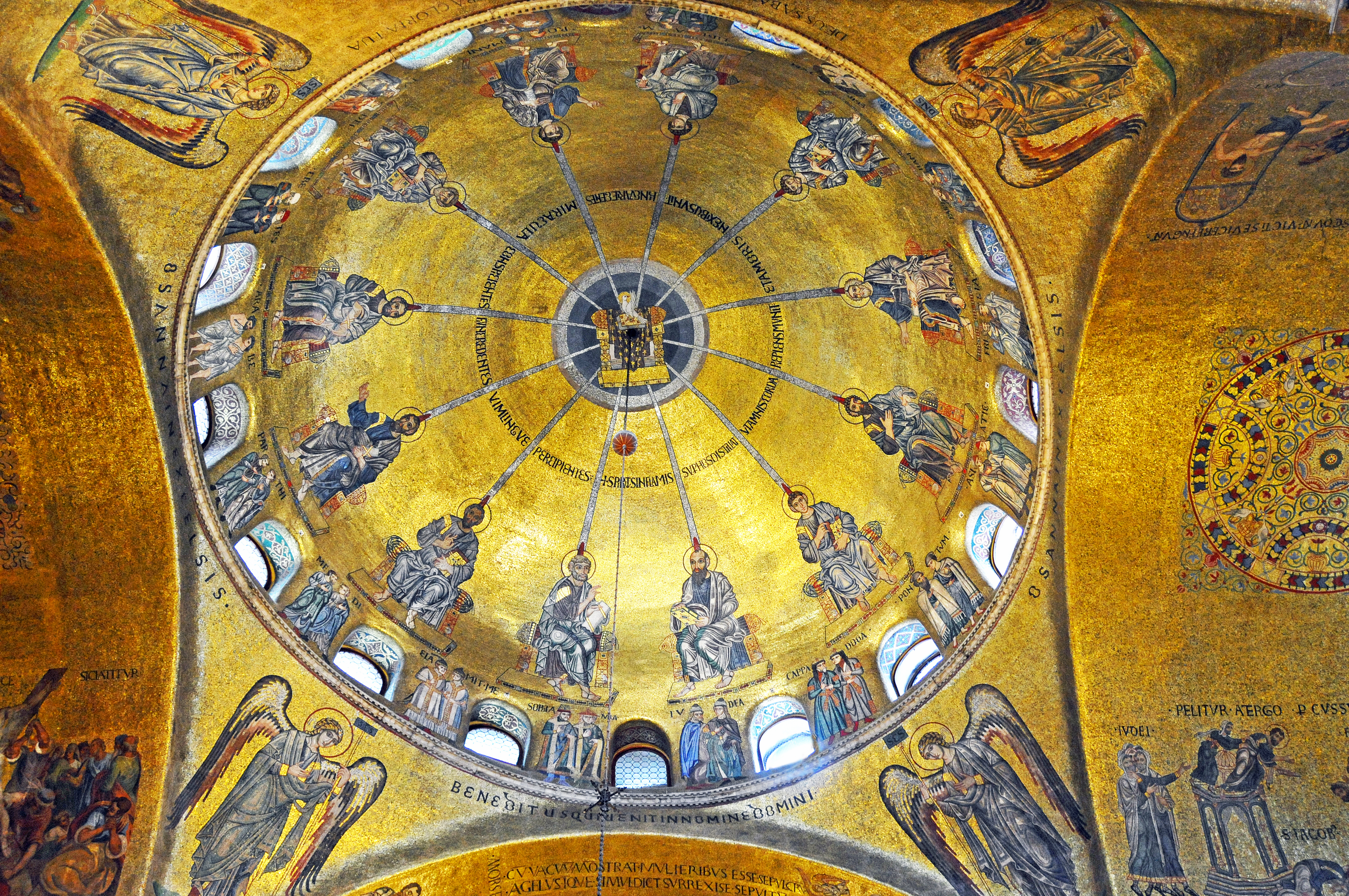
Pfingstkuppel

Im Osten über dem Chor befindet sich die Kuppel der Propheten. Von hier aus, mit der Ankündigung des Erlösers durch die Propheten um Maria, nimmt die Heilsgeschichte mit der Erlösung ihren Lauf. Die zentrale Kuppel, die Himmelfahrtskuppel aus der zweiten Hälfte des 12. Jahrhunderts, zeigt den auferstandenen Christus in einer sternenbestückten Lichtaura, die von vier Engeln berührt wird.
Unter Christus steht Maria, flankiert von den Erzengeln Gabriel und Michael, im Kreis der zwölf Apostel. Zwischen den Kuppelfenstern sind allegorische Figuren, darunter Tugendallegorien dargestellt. In den Zwickeln der Kuppel sind die vier Evangelisten und die vier Paradiesströme abgebildet.
Die westliche Pfingstkuppel mit dem Heiligen Geist im Scheitel, der Feuerzungen auf die thronenden Zwölf Aposteln aussendet, ist wohl im letzten Drittel des 12. Jahrhunderts entstanden. Die zwischen den Kuppelfenster paarweise angeordneten Vertreter der Völker in ihren typischen Trachten symbolisieren die Aussendung der Apostel durch den Hl. Geist gemäß den Texten der Apostelgeschichte.
In den beiden Seitenschiffen sind vor allem die wichtigsten Begebenheiten aus den Leben der Apostel ausgeführt. Im linken Seitenschiff wurden die Mosaike im 16. und 17. Jahrhundert erneuert, im rechten sind noch die ursprünglichen Mosaike aus dem 12. und 13. Jahrhundert zu sehen.

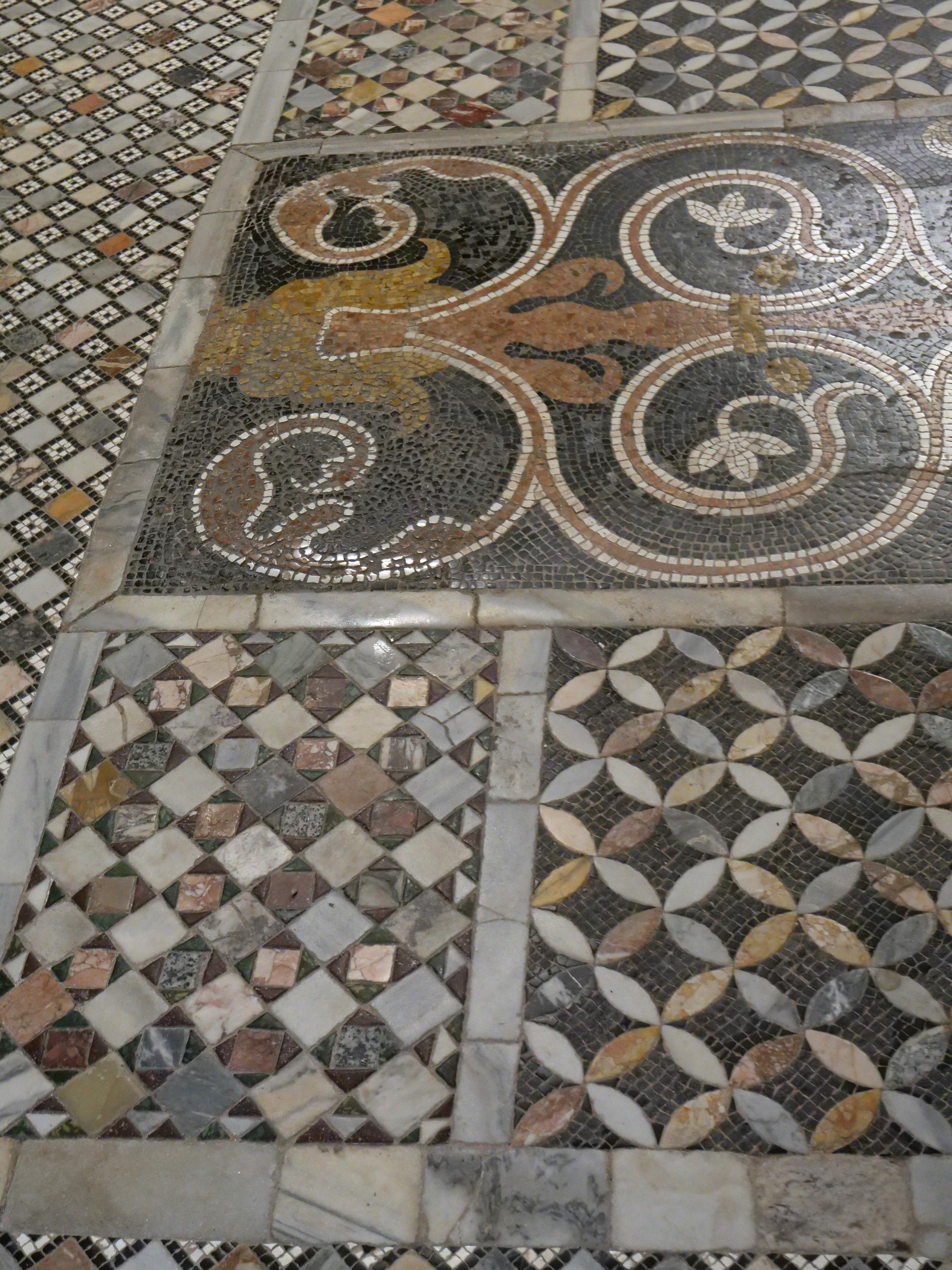
Bodenmosaike im Markusdom

Die Vorhalle (Narthex) mit sechs Kuppeln wurde im 13. Jh. angefügt und mit Mosaiken aus der Genesis von der Schöpfung bis zum Auszug aus Ägypten geschmückt.
Das Baptisterium von San Marco im südlichen Teil der Vorhalle wurde im 14. Jh. ebenfalls reichlich mit Mosaiken ausgestattet. Gemäß der Funktion des Raumes ist hier die Geschichte Johannis des Täufers dargestellt. Berühmt ist die Szene mit dem Tanz der Salome, die das Haupt des Johannes um sich schwingt (Mk 6,27-29 ).
In den Nebenchorkapellen San Clemente und San Pietro, an der Westwand des Südquerhauses, in der Cappella Zen und in den Supraporten der Westfassade finden sich Bildzyklen oder Einzelszenen aus der Legende des heiligen Markus. Durch ihre Darstellungen werden häufig weltlich-kirchenpolitische Ansprüche geäußert, Venedig als auserwählte Stadt des Heiligen dargestellt.

## Ausstattung

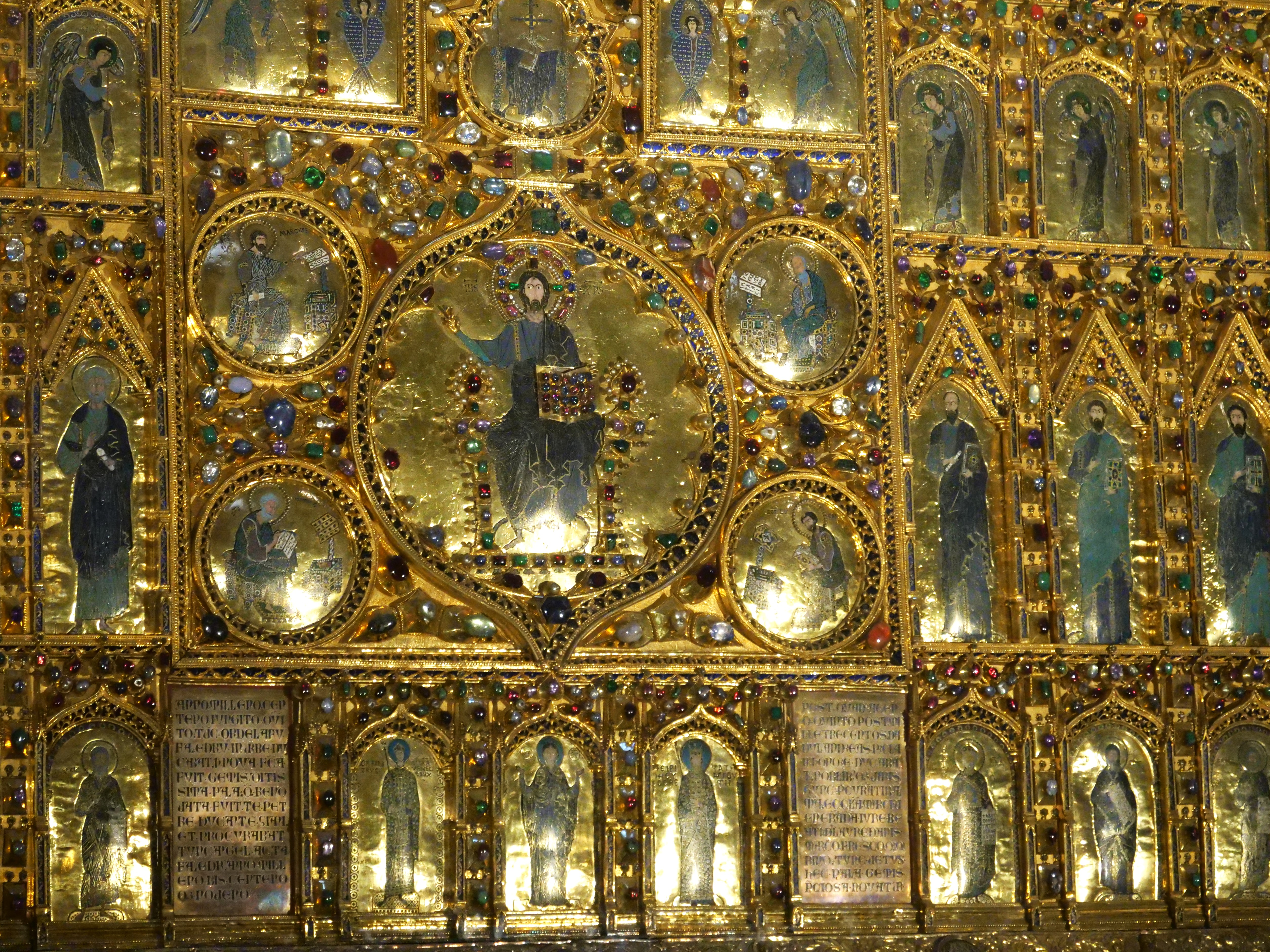
Details der Pala d’oro

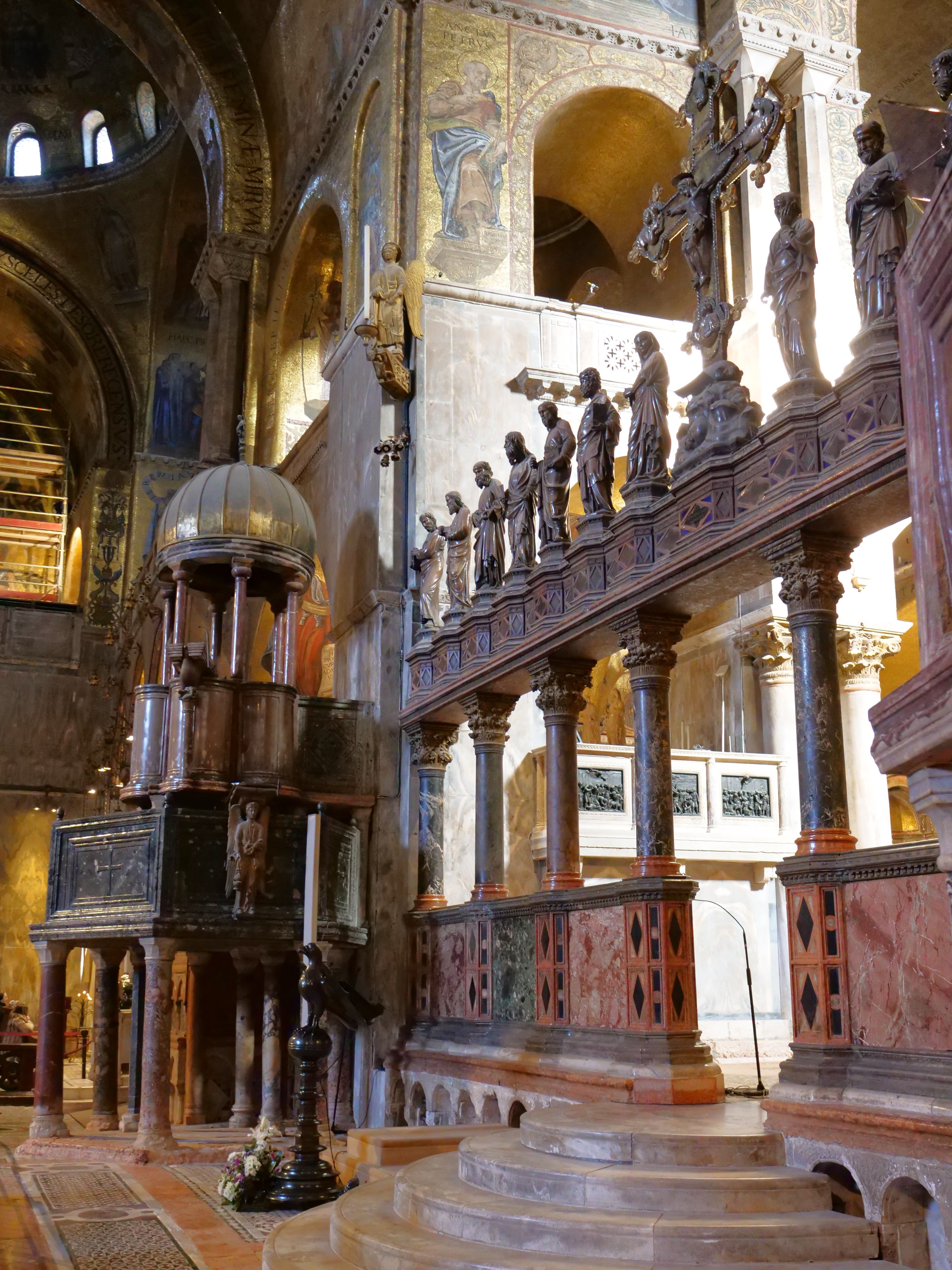
Chorschranke und Doppelkanzel

Eines der berühmtesten Ausstattungsstücke der Kirche ist das Goldantependium des Hochaltars, die sogenannte Pala d’oro. Vor dem Chorraum befindet sich die Chorschranke mit Figuren der Apostel, Marie, Johannes und einem Triumphkreuz von Dalle Masegne aus dem Jahr 1394. Links der Chorschranke die Doppelkanzel aus dem 14. Jahrhundert, die aus verschiedenen Materialien zusammengesetzt ist unten die achteckige romanische Kanzel für die Verkündigung des Evangeliums, oben die byzantinische Kanzel mit Kuppel, vermutlich für die Predigt. Rechts die niedrigere Kanzel oder Sängerempore. Francesco Sansovino vermerkte 1581, dass diese Kanzeln „alla usanza greca“ („nach griechischem Brauch“) gebaut seien. Auf der zweistöckigen Nordkanzel werde das Evangelium verlesen und an hohen Festtagen gepredigt, auf der Südkanzel werde dem Volk der neugewählte Doge präsentiert.

## Musik an San Marco
San Marco war über lange Zeit eine der bedeutendsten musikalischen Institutionen Venedigs, deren Einfluss sich in ganz Europa bemerkbar machte (vgl. auch Venezianische Schule / Venezianische Mehrchörigkeit).
Als Komponisten am Markusdom tätig waren u. a.:
- Adrian Willaert, 1527–1562, Domkapellmeister
- Cypriano de Rore, 1563–1564, Domkapellmeister
- Gioseffo Zarlino, 1565–1590, Domkapellmeister
- Claudio Merulo
- Andrea Gabrieli
- Giovanni Gabrieli
- Giovanni Croce, 1603–1609, Domkapellmeister
- Claudio Monteverdi, 1613–1643, Domkapellmeister
- Francesco Cavalli, 1668–1676, Domkapellmeister

Die heutige Orgel des Markusdoms wurde 1909 von der Fabbrica d’organi Mascioni (Azzio, Varese, Italien) erbaut. Das Instrument hat 12 Register auf zwei Manualen und Pedal und hat pneumatische Trakturen.
| I Grande Organo C–a3 |            |        |
| 1.                   | Principale | 16′    |
| 2.                   | Principale | 08′    |
| 3.                   | Dolce      | 08′    |
| 4.                   | Ottava     | 04′    |
| 5.                   | Doublette  | 02 ⁄3′ |
| 6.                   | Ripieno IV |        |

| II Organo Espressivo C–a3 |                   |    |
| 07.                       | Gamba             | 8′ |
| 08.                       | Bordone           | 8′ |
| 09.                       | Coro viole        | 8′ |
| 10.                       | Flauto Viennese 0 | 4′ |

| Pedale C–f1 |               |     |
| 11.         | Contrabasso 0 | 16′ |
| 12.         | Basso         | 08′ |

- Koppeln: II/I; I/P; II/P

Auf der Sängertribüne der Evangelienseite befindet sich eine große Orgel, die 1766 von dem Orgelbauer Gaetano Callido erbaut wurde, und 1893 von den Orgelbauern Trice Anelli & Co. erweitert wurde. Das Instrument wurde zuletzt 1972 von dem Orgelbauer Giovanni Tamburini da Crema überarbeitet und erweitert. Die Spieltrakturen sind mechanisch, die Registertrakturen sind elektrisch.
| I Positivo Espressivo C– |                   |       |
| 01.                      | Principale        | 8’    |
| 02.                      | Flauto tappato    | 8’    |
| 03.                      | Violetta          | 8’    |
| 04.                      | Voce flebile      | 8’    |
| 05.                      | Ottava            | 4’    |
| 06.                      | Flauto in VIII    | 4’    |
| 07.                      | Sesquialtera II   | 2 ⁄3’ |
| 08.                      | Quintadecima      | 2’    |
| 09.                      | Flauto in XV      | 2’    |
| 10.                      | Decimanona        | 1 ⁄3’ |
| 11.                      | Vigesimaseconda 0 | 1’    |
| 12.                      | Oboe              | 8’    |
|                          | Tremolo           |       |

| II Grand’Organo C– |                       |        |
| 13.                | Principale (B,D)      | 8’     |
| 14.                | Flauto traverso (B,D) | 8’     |
| 15.                | Flauto a cuspide      | 8’     |
| 16.                | Ottava                | 4’     |
| 17.                | Flauto in VIII (B,D)  | 4’     |
| 18.                | Flauto in XII         | 2 ⁄3’  |
| 19.                | Quintadecima          | 2’     |
| 20.                | Decimanona            | 1 ⁄3’  |
| 21.                | Cornetta Soprani      | 1 3⁄5’ |
| 22.                | Vigesimaseconda       | 1’     |
| 23.                | Vigesimasesta         | 2⁄3’   |
| 24.                | Vigesimanona          | 1⁄2’   |
| 25.                | Tromboncini (B,D)     | 8’     |
| 26.                | Tromba                | 8’     |
| 27.                | Voce Umana Soprani 0  | 8’     |

| Pedaliera C– |                |     |
| 28.          | Contrabassi    | 16’ |
| 29.          | Subbasso       | 16’ |
| 30.          | Ottava         | 08’ |
| 31.          | Bordone        | 08’ |
| 32.          | Quintadecima 0 | 04’ |
| 33.          | Clarone        | 04’ |

- Koppeln: I/II, I/P, II/P

## Tetrarchen

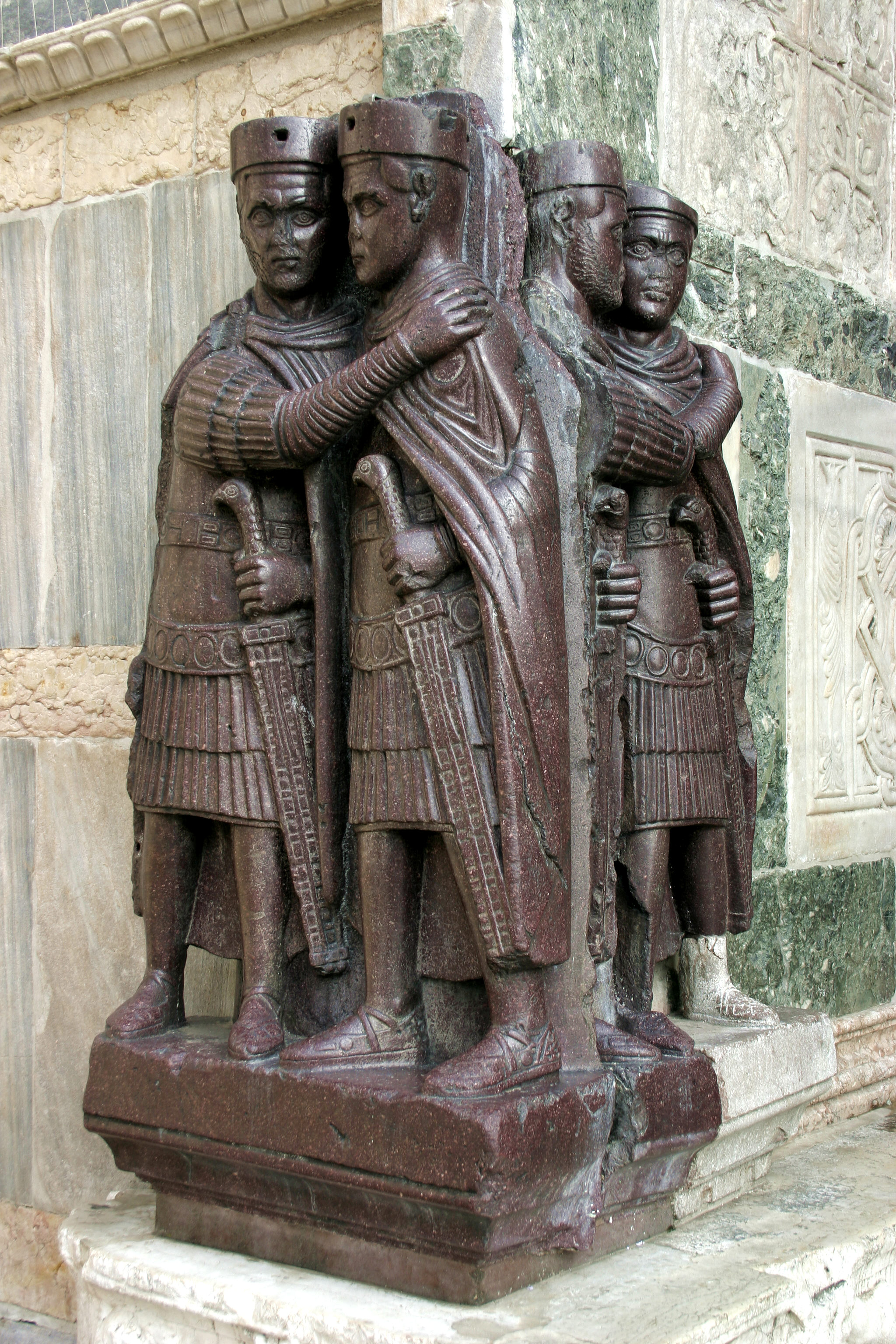
Die Venezianische Tetrarchengruppe

An der Ecke des Domes an der Porta della Carta integriert steht die 1204 aus Konstantinopel geraubte Gruppe der Tetrarchen. Sie stammt aus der Zeit um 300. Es handelt sich um Porphyrstatuen des spätrömischen Herrschers Diokletian und seiner Mitherrscher Maximian, Constantius I. und Galerius, Statuen, wie sie während der Herrschaft der vier Kaiser, der Tetrarchen (293–313), mehrfach hergestellt wurden. Der linke Fuß der rechten Kaisergestalt wurde vom Unterschenkel an ergänzt. Grabungsarbeiten am Myrelaion, der Kirche und dem Kaiserpalast des Romanos Lekapenos (920–944), im Istanbuler Stadtteil Aksaray brachten 1963 unter Leitung von Rudolf Naumann, dem ersten Direktor der Abteilung Istanbul des Deutschen Archäologischen Instituts, ein Schuh- und Fußfragment zutage, bei dem es sich um das in Venedig fehlende Stück handelt. Das Bruchstück befindet sich heute im Archäologischen Museums Istanbul und wird in der Abteilung zur Stadtgeschichte von Konstantinopel ausgestellt.

## Campanile

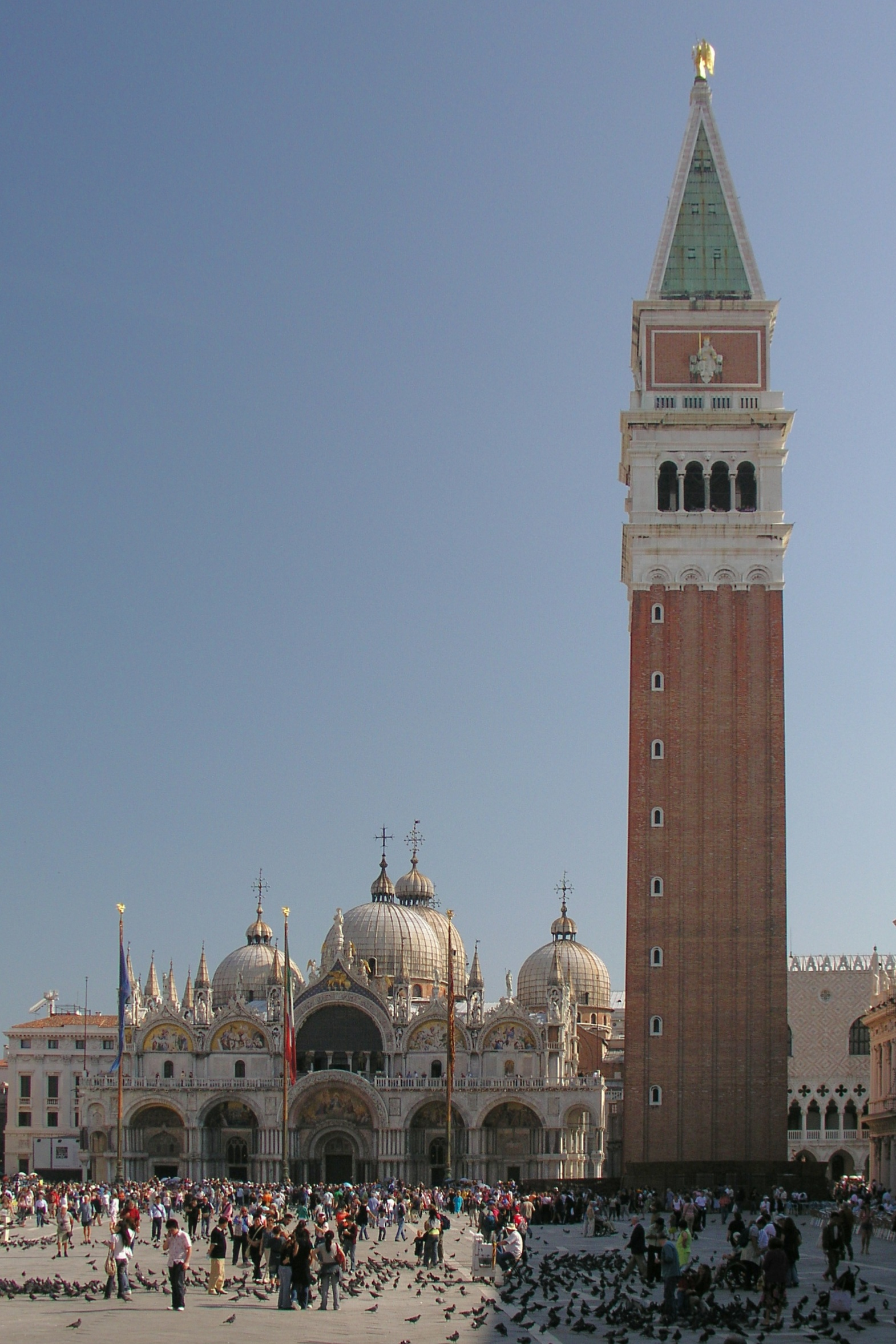
Der Campanile von San Marco

Der 98,6 Meter hohe Campanile von San Marco wird von den Venezianern der Paron di casa, der Hausherr genannt. Seine heutige Gestalt entstand 1511–1514.
Das, was heute zu sehen ist, ist aber nicht mehr das Original aus jener Zeit, denn als Folge des Versuchs, einen Lift einzubauen, stürzte der Campanile am 14. Juli 1902 um 9:55 Uhr ein, ohne einen einzigen Menschen zu verletzen oder ein benachbartes Bauwerk zu beschädigen – mit Ausnahme der Loggetta, die vollständig zerstört wurde. Es hatten sich schon vorher gefährliche Risse im Mauerwerk gezeigt, so dass man gewarnt war.
Angeblich will ein italienischer Fotograf ausgerechnet in diesem Augenblick seine Kamera ausprobiert und dabei ein historisches Foto gemacht haben, das durch die Presse ging. Man fand das allerdings damals schon mehr als zufällig, untersuchte das Fotonegativ genauer und fand auch tatsächlich Spuren einer nicht sonderlich raffinierten Retusche.
Der Campanile wurde dann von 1903 bis 1912 mit den alten Steinen rekonstruiert. Er kann mit Hilfe eines Aufzuges bestiegen werden.
Im obersten Geschoss hängt ein fünfstimmiges, historisches Bronzegeläut der Hauptschlagtonfolge a0, h0, cis1, d1 und e1.

## Loggetta

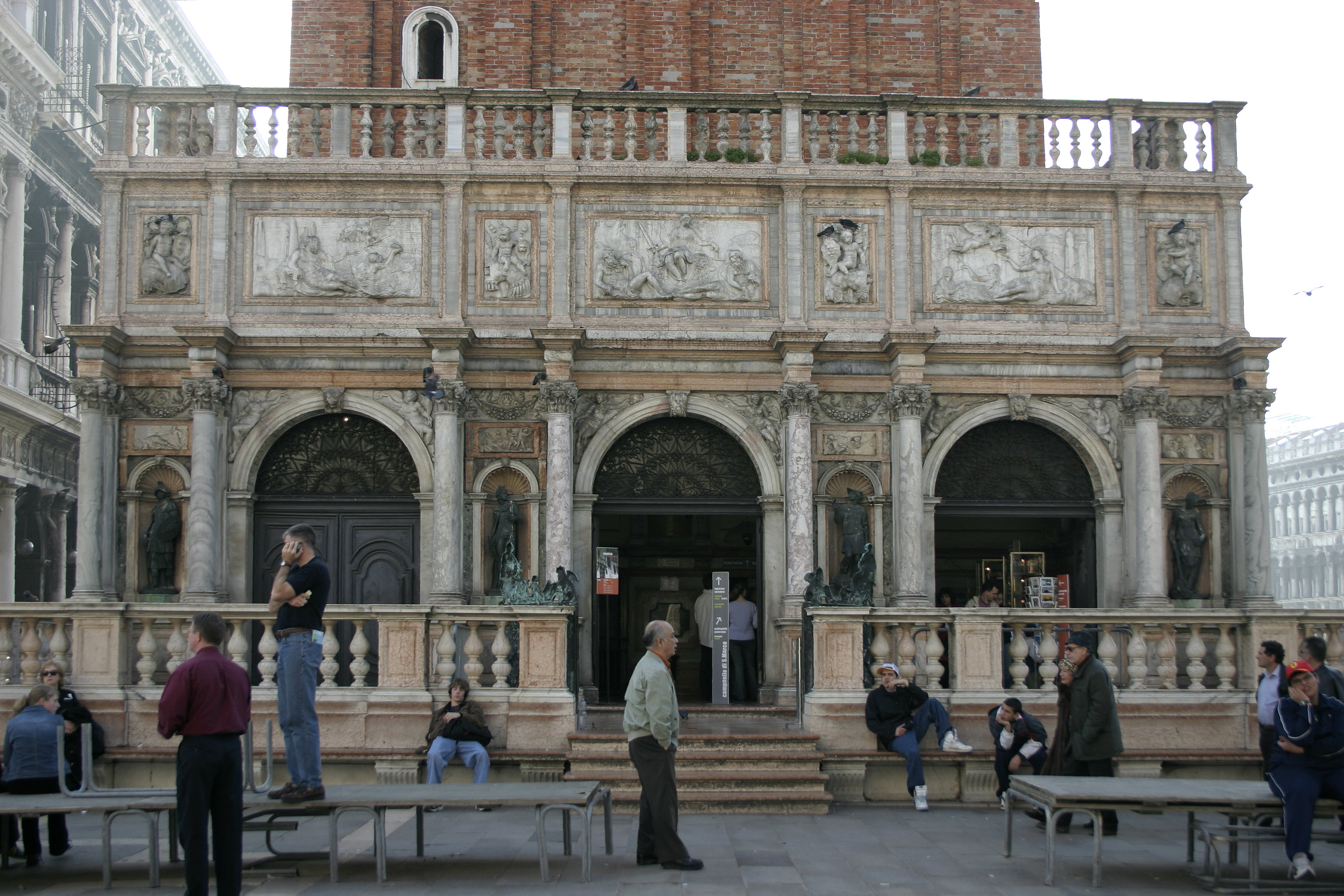
Die Loggetta

Als besonders schön gilt die Loggetta, also die kleine Loge am Fuße des Campanile. Sie wurde von 1537 bis 1549 von Jacopo Sansovino errichtet, dem Hauptmeister der Hochrenaissance in Venedig, der viel für die Stadt gebaut hat. Sansovino war auch dafür verantwortlich, dass der bis dahin verbaute Markusplatz seine großräumige Gestaltung erfuhr. Die Renaissance-Architektur in Venedig hat häufig einen stärker dekorativen Charakter als entsprechende Formen in Florenz, sie ist nicht so herb und streng wie beispielsweise Brunelleschi und sie hat auch hier nicht auf die reichliche Verwendung von Säulen verzichtet.
Besonders dekorativ ist im Vergleich zur Hauptfassade ein Baumotiv auf der Schmalseite der Loggetta, das typisch ist für die venezianische Architektur: eine raffinierte und sehr harmonisch wirkende Zusammenstellung von verschiedenen Bogenformen. Das auf der Hauptseite durchgehende Gesims ist hier aufgebrochen durch eine Bogenöffnung, die von kleineren rechteckigen Öffnungen begleitet ist, die ihrerseits aber von einem Halbbogen bekrönt sind. Diese Dreiergruppe wird insgesamt von einem großen Halbkreis überfangen, der auch eine Kreisform über dem Mittelportal überzieht. Solche Bogenkonstruktionen werden an den Privatpalästen immer wieder zu sehen sein. Sie gehören zur venezianischen Tradition, hängen noch mit der byzantinischen Baukunst zusammen und passten teilweise sehr gut zu den neuen Bauidealen der Renaissance.
Beim Einsturz des Markusturms im Jahre 1902 wurden Teile seines Figurenschmucks zerstört.

## Museum
In einem Seitenraum befindet sich seit Ende des 19. Jahrhunderts das Museo di San Marco. Es stellt Objekte aus, die mit der Geschichte, Architektur und Ausstattung des Markusdoms verbunden sind, beispielsweise die vier vergoldeten Bronze-Pferde aus Konstantinopel, die vormals an der Fassade standen.